# Winnie Bueno
Winnie de Campos Bueno (Rio Grande do Sul, 1988) é uma pesquisadora e ativista antirracista brasileira.

## Biografia
Nascida no estado do Rio Grande do Sul, Winnie foi batizada com este nome em homenagem à Winnie Mandela. Desde sua juventude, com a companhia da mãe, Sandrali, e irmã, Winnie teve contato com o movimento negro no Rio Grande do Sul, onde recebeu educação racial e feminista.
Winnie é bacharel em Direito pela Universidade Federal de Pelotas (UFPEL), mestre em Direito pela Universidade do Vale do Rio dos Sinos (Unisinos) e mestranda em Sociologia pela Universidade Federal do Rio Grande do Sul (UFRGS), pesquisando em seu mestrado e doutorado a obra da socióloga Patricia Hill Collins.
Em 2018, em seu twitter publicou a ideia de uma rede de doações de livros para pessoas negras, batizado então de "Tinder dos livros", o projeto se tornou a WinnieTeca, plataforma apoiada pelo próprio Twitter e Geledés, com divulgadores como Emicida, Patricia Pillar e Paola Carosella, que em 2020 cedeu sua conta no Twitter para que Winnie falasse sobre gênero e raça em seu perfil.
Além da atuação na WinnieTeca, Winnie ensina sobre gênero e combate ao racismo em seus cursos, entre seus alunos está Danilo Avelar, que buscou contato com Winnie após protagonizar um caso de racismo.

## Obras
- BUENO, Winnie (2020). Imagens de Controle: um Conceito do Pensamento de Patricia Hill Collins. Brasil: Zouk. 176 páginas. ISBN 978-8580490961
- BUENO, Winnie (2017). Tem saída? Ensaios críticos sobre o Brasil. Brasil: Zouk. 248 páginas. ISBN 978-8580490589